# Надежда Толоконикова
Надежда Андрејевна Толоконикова (рус. Надежда Андреевна Толоконникова; Норилск, 7. новембар 1989) је руска певачица и активисткиња.

## Биографија
Надежда Толоконикова је рођена 7. новембра 1989. у Норилску. Студент је Филозофског факултета на Московском државном универзитету Ломоносов.
Чланица је музичке панк групе Пуси рајот. Дана 3. марта 2012, била је ухапшена под оптужбом за хулиганизам мотивисан верском мржњом због наступа у Цркви Христа Спаситеља у Москви. Заједно са колегиницом из групе Машом Аљехином осуђена је на две године затвора. Организација за заштиту људских права Амнести интернашонал их је прогласила политичким затвореницима. На основу закона о амнестији пуштена је из затвора 23. децембра 2013.

## Приватни живот
Толоконикова је удата за Петра Верзилова, који је такође музичар и активиста. Пар има ћерку, Херу, која је рођена 2008. године.